# برآوردگر بدون سوگیری حداقل واریانس
در آمار، یک برآوردگر بدون سوگیری حداقل واریانس یا برآوردگر میانگین نااریب حداقل واریانس یکنواخت یا برآوردگر میانگین نااریب حداقل واریانس یک برآوردگر بی‌بایاس (میانگین‌نااریب) است که برای تمام مقادیر ممکن پارامتر، نسبت به هر برآوردگر میانگین نااریب دیگر واریانس کمتری دارد.
در مسائل آماری معینی، تعیین برآوردگر میانگین نااریب حداقل واریانس یکنواخت در صورت وجود مهم است، زیرا روش‌های بدتر از بهینه به‌طور طبیعی کنار گذاشته می‌شوند، و دیگر روش‌ها نیز معادل روش انتخاب شده می‌مانند. این موضوع موجب توسعه قابل توجه نظریه آمار مربوط به مسئله تخمین بهینه می‌شود. درحالی که تعیین «بهینه» در اینجا ممکن است آن‌چیزی نباشد که برای هر شرایط کاربردی انتظار داریم.

## تعریف
تخمین {\displaystyle g(\theta )} را بر اساس داده‌های {\displaystyle X_{1},X_{2},\ldots ,X_{n}} از برخی اعضای خانواده چگالی‌های {\displaystyle p_{\theta },\theta \in \Omega } در نظر بگیرید، که در آن {\displaystyle \Omega } پارامتر فضا است. یک برآوردگر میانگین‌نااریب {\displaystyle \delta (X_{1},X_{2},\ldots ,X_{n})} از {\displaystyle g(\theta )} «برآوردگر میانگین‌نااریب حداقل واریانس یک‌نواخت» است، اگر {\displaystyle \forall \theta \in \Omega }.
{\displaystyle \mathrm {var} (\delta (X_{1},X_{2},\ldots ,X_{n}))\leq \mathrm {var} ({\tilde {\delta }}(X_{1},X_{2},\ldots ,X_{n}))}
برای هر برآوردگر میانگین نااریب دیگر {\displaystyle {\tilde {\delta }}.}
اگر یک برآوردگر میانگین نااریب {\displaystyle g(\theta )} وجود داشته باشد، می‌توان اثبات کرد که یک برآوردگر میانگین نااریب حداقل واریانس یکنواخت واحد وجود دارد. قضیه راو-بلکول نیز می‌تواند ثابت کند که تعیین «برآوردگر میانگین نااریب حداقل واریانس یکنواخت» تنها نیاز به یافتن یک کامل بودن آماره برای خانواه {\displaystyle p_{\theta },\theta \in \Omega } و چگونگی هر برآوردگر میانگین نااریب دارد.
بعداً، با استفاده از قضیه لمن-شفه، در یک برآوردگر میانگین نااریب که تابعی از یک کامل است، آماره کافی «برآوردگر میانگین نااریب حداقل واریانس یکنواخت» می‌باشد.
به‌طور رسمی، فرض کنید {\displaystyle \delta (X_{1},X_{2},\ldots ,X_{n})} برای {\displaystyle g(\theta )} میانگین نااریب و {\displaystyle T} نیز یک آماره کامل کافی برای خانواده چگالی‌ها باشد. سپس
{\displaystyle \eta (X_{1},X_{2},\ldots ,X_{n})=\mathrm {E} (\delta (X_{1},X_{2},\ldots ,X_{n})|T)\,}
برای {\displaystyle g(\theta ).} «برآوردگر میانگین نااریب حداقل واریانس یکنواخت» است.